# 平凡的世界
《平凡的世界》是中国作家路遥创作的一部110万字长篇小说，以虚构的地名黄原地区原西县为故事背景，分一、二、三部，於1988年完成三部。1991年获第三届茅盾文学奖。
《平凡的世界》第一部于1986年由中国文联出版公司出版。1988年，当第三部还在创作之中时，中央人民广播电台开始播出这部小说，由李野墨演播，引起听众强烈反响。
这部小说被誉为“茅盾文学奖皇冠上的明珠” 和“陕北史诗”。

## 主题
|  | 大时代下小人物平凡却又非凡的世界。 |
小说以现实主义的手法描写了20世纪70年代中期到80年代中期中国北方农村的生活和变迁。地点是黄土高原的一个虚构的小村双水村及附近的县城。主要人物是双水村农民孙玉厚（儿子孙少安、孙少平；女儿孙兰花、孙兰香）一家和干部田福军（女儿田晓霞）及其哥哥田福堂（女儿田润叶、儿子田润生）的家庭。

## 故事梗概

### 第一部
于1982年-1986年间写成，叙述时间是从1975年初至1978年初。
村民孙玉厚的二儿子孙少平就读于县城里的原西中学。他爱读书，气质不凡，与干部家庭的田晓霞相交。他哥哥孙少安因为家里贫穷，高小毕业之后不得不回村务农，后来任生产队长。孙玉厚大女儿孙兰花的丈夫王满银，不事农业游手好闲，在全国实行计划经济的期间经常遭到嘲笑和批判；他购买老鼠药来贩卖，以“投机倒把”之名被罚劳改。村支部书记田福堂的女儿田润叶，比少安小一岁，与之青梅竹马。润叶读完中学后在县城当教师，住在任县革命委员会副主任的二爸（二叔）田福军家里。她资助和照顾孙少平的生活，并通过他对少安传达暗恋之情。
原来与少平互相有好感的女同学郝红梅，因为顾虑少平的家庭条件和自己的地主出身而移情于干部家庭的班长顾养民，少平的哥们金波因此痛揍顾养民。“四五”事件后，孙少平的同学、田福军的女儿（润叶的堂妹）田晓霞带来广场诗集，因传看诗集，顾养民与孙少平成为好友。之后金波参军，在军中文工团任职，不久因与藏族姑娘谈恋爱而被强制复员。
郝红梅因在毕业时无礼物与同学互赠，于一家商店中偷窃手绢被店主金光明抓住，她却被孙少平救助。田晓霞和少平成为朋友，鼓励他读书和思考政治问题。田福军的岳父希望润叶嫁给同事李登云的儿子——县贸易经理部的汽车司机李向前。润叶将此当面告知少安，希望他回报自己的感情。少安认为两人家庭、社会背景差距太大，又不忍心直接拒绝润叶，拖延不肯表态。润叶的父亲田福堂察觉两人关系，以少安擅自给村民增加分配猪饲料地为借口，举报他“走资本主义道路”以施加压力。
由于孙家家境困难，孙玉厚在不知儿子与润叶关系的情况下，打听到自己的弟媳有一个适婚的远房侄女贺秀莲不要求彩礼，少安前去相亲。最终他决定放弃润叶，与秀莲结婚。润叶痛苦失望之余，迫于家庭压力和二叔的政治需要，嫁给了李向前。虽然李向前很爱润叶，但婚后润叶对他极为冷淡，而且拒绝与他同房，最终李向前试图强奸她未果，润叶离开了家常住在田福军处。
1977年初，少平高中毕业，和同学、田福堂的儿子田润生一同回村当初中教师。少安为改变乡村贫穷的面貌，秘密组织村民建立类似家庭联产承包责任制的机构，被上级领导制止。在第一部结尾，在文化大革命结束以后的1978年，暂时赋闲回村探亲的田福军告诉少安：农村很快会有大变化。

### 第二部
于1982年-1987年间写成，叙述时间是从1979年初至1981年。
省委书记乔伯年起用田福军为地区行政公署专员。双水村正式开始实行家庭联产承包责任制，孙少安成为全村的实际领导人。习惯了人民公社制度的田福堂感到很失落。少安为了增加收入，贷款买了一头骡子去县城的工地运砖。回村后用赚的钱开办了一口烧砖窑，成为双水村首要人物。他的妻子秀莲不满少安对父亲和弟妹的经济支持，要求少安把收入用来建属于夫妻自己的窑洞，并与父亲分家。少安修了新窑洞，在不情愿的情况下分了家。砖厂规模继续扩大，少安被作为双水村的致富典型，在领导的推举下评为“首富”。兰花的丈夫王满银外出倒买倒卖假手表，并把情妇公开带回家。兰花愤怒之下服下满银卖剩下的老鼠药企图自杀，结果王满银承认药分两种，红纸包的是真的，绿纸包的是假的，兰花吃的没有毒性。
年轻人都有自己的理想，孙少平不满意农村的封闭生活，去本地首府黄原城揽工。雇主之一的曹书记欣赏少平，以请他为女儿菊英补习功课为名，有意收他为女婿。少平与在黄原城里读大学的田晓霞相逢，引起后者对他朦胧的感情。然而少平还是觉得与民工们的生活缺少意义。
郝红梅的旧罪行被店主透露出去，顾养民和郝红梅两人的恋情因此遭到顾养民父母反对，最终两人分道扬镳。郝红梅嫁给了村里一个教师。丈夫在儿子出生后不久在窑洞事故中丧生。她靠小生意维生养活自己和儿子，她在一次庙会上遇见了田润生。润生答应照顾她，渐渐对她由同情生爱，不顾父亲反对想与之结婚。
润叶的丈夫李向前因为婚姻不幸福开始酗酒，导致出车祸双腿截肢。润叶改变了态度，决心做一个好妻子，终生照顾他。田晓霞大学毕业，去省报当记者。临走前向少平示爱，并相约两年一见。通过曹书记的关系，少平报名去铜城煤矿当矿工，同时他的妹妹兰香考入北方工业大学天体物理专业。

### 第三部
于1982年-1988年间写成，叙述时间是从1981年后期至1985年春天。
改革开放在农村全面展开。双水村的村民们逐渐开始发展经商养殖。少平很满意在煤矿的工作，把工资多余的部分寄给父亲，希望有一天能为父亲建新窑洞。晓霞来煤矿看望他，俩人都期待两年之约。后来煤矿发生事故，少平的师傅王世才为保护另一个矿工死亡。少平担当起照顾王师傅的妻子惠英、儿子明明的责任。少平工作出色，升任班长。他去省城看望兰香，但晓霞出差没见着。兰香提起田晓霞对自己的关怀。兰香与大学同学，省常务副书记吴斌的儿子吴仲平相恋。
1982年夏天，省城降暴雨导致洪水。田晓霞在危险区域采访的时候，为救一个女孩溺水死亡。少平在报纸上读到噩耗，非常悲痛，一人去赴与晓霞的两年之约。回到煤矿后被提拔为矿工班长。因为管理有方，他的班成为生产率最高的一个。孙少安的砖窑因为雇用了一个骗子指导技术而失败破产，情绪低落一段时间后他决定借贷重开砖厂。砖厂成功后，少安为父亲修了新窑洞，并进一步承包了石圪节砖瓦厂。少安出资重建村里的小学，落成典礼上妻子秀莲却吐血昏倒，被诊断为晚期肺癌。
润叶和丈夫李向前生了一个儿子，向前开始学习修鞋，希望靠自己的劳动自食其力。在外流浪的王满银幡然悔改，回村和妻子兰花共同生活。少平在井下出事故受伤，脸上有了一道伤疤。他的好朋友金波的妹妹金秀一直暗恋少平，赶来医院和兰香一起护理他。出院时金秀对少平示爱，但少平只把金秀当妹妹。全书结尾于孙少平回到煤矿。

## 主要人物及相关关系
| 人物   | 亲属 | 备注 |
| ------ | --- | --- |
| 孙玉厚 | 弟孙玉亭，长子孙少安（妻贺秀莲，岳父贺耀宗），长女孙兰花，次子孙少平（本书主人公贫穷但不失志向，喜欢读书，高中毕业后先当小工，后成为煤矿工人），次女孙兰香 | 孙兰花嫁到邻村，夫王满银；孙兰香考入北方工业大学，恋人为省常委副书记之子吴仲平。 |
| 田福堂 | 弟田福军，长女田润叶（夫李向前，子李乐），子田润生（妻郝红梅）                                                                                             | 田润叶与孙少安青梅竹马，田润生跟着姐夫李向前学开汽车，后与高中同学郝红梅成婚。 |
| 田万有 | 四兄田万江，二兄田二（子憨牛），子田海民（妻高银花） | 田万有为公社时期一队饲养员，田海民为大队会计。 |
| 田福军 | 兄，田福堂，女田晓霞（恋人孙少平），子田晓晨 | 田福军文革前历任黄原行署财经委会员干事、专署统计科科长、专署办公室主任等职，文革后任黄原地委副书记、地委书记，改革开放后任省委常委副书记兼省会所在市市委书记，是一个成功的干部；田晓霞与孙少平为高中同届不同班校友，田晓霞高中毕业后考入师范，由于自身独特性格和能力被省报社看重，进入省报。 |
| 田晓霞 | 女主人公。省报记者，死于洪灾是田福军之女，男主人公孙少平的女朋友、高中同学。                                                                               | 高中阶段与孙少平为好朋友，毕业后由于孙少平的原因，双方有一段时间没有来往。后来在黄原城重逢。田晓霞大学毕业，去省报当记者。临走前向少平示爱，并相约二年一见。少平报名去铜城煤矿当矿工。1982年夏天，省城南部城市降暴雨導致洪水。田曉霞在危險區域採訪的時候，為救一個女孩溺水死亡。             |
| 孙玉亭 | 兄孙玉厚，妻贺凤英，长女孙卫红 | 孙卫红与金俊文次子金强成婚。 |
| 金俊海 | 子金波，女金秀 | 金波与孙少平同学，金秀与孙兰香同学。 |
| 金俊文 | 母金老太，妻张桂兰，子金富金强，二弟金俊武，三弟金俊斌 | |
| 金俊武 | 妻李玉玲 | |
| 金俊斌 | 妻王彩娥 | 金俊斌在双水村为了水源，豁坝“偷水”中意外死亡，妻后改嫁。 |
| 金俊山 | 子金成 | |
| 金光亮 | 子金大锤，金二锤，金三锤，二弟金光明（妻姚淑芬），三弟金光辉（妻马来花）                                                                                   | |
| 王世才 | 妻慧英，子王明明 | 王世才为孙少平初到煤矿的班长兼师父，因救徒弟安锁子而亡；王世才死后，孙少平照顾其遗孀和儿子。 |
| 李登云 | 妻刘志英，子李向前，孙李乐 | |

作者通过孙少安，孙少平的人生经历表现农村发展农民的两种人生价值观和发展道路，通过田福军和田福堂及他们周围的人和事表现不同时期不同情况下中国领导干部的状况。作者笔下的广大农村状况，城市状况，农民状况，干部状况，真实而具有代表性。作者还描写了多个不同身份人之间截然不同的爱情故事，通过爱情中的心理描写勾勒出多个饱满的人物形象。

## 改编电视剧
- 1990年版：《平凡的世界》1989年由中国电视剧制作中心制作，共计14集。导演潘欣欣；主要演员：郑保国(孙少安)、张宝庆(孙少平)、任冶湘(田晓霞)、金顺子(田润叶)[4]。
- 2015年版：由华视影视投资﹙北京﹚有限公司制作，共计56集。导演毛卫宁；主要演员：王雷（孙少安）、袁弘（孙少平）、李小萌（田晓霞）、佟丽娅（田润叶）、刘威（孙玉厚）。